# 伯勒什蒂鄉
44°42′21″N 24°38′45″E / 44.7058°N 24.6459°E
伯勒什蒂鄉（羅馬尼亞語：Comuna Bărăști, Olt），是羅馬尼亞的鄉份，位於該國南部，由奧爾特縣負責管轄，面積57平方公里，海拔高度299米，2007年人口1,808，人口密度每平方公里32人。